# AWAJI島博2025
AWAJI島博（あわじしまはく、英称: AWAJI ISLAND FAIR）は、2025年に開催される大阪・関西万博との共催で、同年（令和7年）3月20日から同年10月13日まで兵庫県淡路島全域で開催されている博覧会、及び大規模プロモーション事業である。
この博覧会の開催にあたり、新たにパビリオンや施設は建設せず、淡路島の豊かな自然、食、歴史、文化、伝統産業など既存の魅力をブラッシュアップした多彩なプロモーション展開を実施する。

## 概要
- 名称： AWAJI島博（あわじしまはく）
- テーマ：いのち輝く 国生みの島
- 期間：2025年4月13日（日）～10月13日（月）
- 会場：兵庫県淡路島全域
- 主催：AWAJI島博実行委員会、（一社）淡路島観光協会、兵庫県淡路県民局、洲本市、 南あわじ市、淡路市、（一財）淡路島くにうみ協会

### テーマ
メインテーマ
- 「いのち輝く　国生みの島」

サブテーマ
- Saving Lives（いのちを救う）
- Empowering Lives（いのちに力を与える）
- Connecting Lives（いのちをつなぐ）

### ロゴマーク
全国から280作品ものデザインの応募があり、専門家や各分野の有識者を含む選定委員会にて審査の結果、淡路島のシンボル・タマネギをモチーフにした東洋平氏の作品に決定した。デザインは、調理中タマネギを剥いている時に着想したといい、フルーツや花びら、海や山の景色など様々なものに見えるようにデザインを工夫されている。